# Babóthy Ferenc (politikus)
Babóthy Ferenc (Vágfarkasd, Nyitra vármegye, 1915. november 27. – Budapest, 2004. október 8.) gazdálkodó, politikus, országgyűlési képviselő (1947–1949).

## Élete
Babóti Károly és Horváth Franciska házasságából született, mindketten római katolikus vallású gazdasági cselédek voltak. Felmenői több generáció óta Vágfarkasdon éltek, ennek ellenére a szülők egy burgenlandi uradalomban kezdték meg közös életüket, s csak kevéssel azt követően tértek vissza szülőföldjükre. Ott törpebérleményük bevételeiből tartották fent a családot, két fiukat – akik közül Ferenc volt a fiatalabb – és négy lányukat. Az idősebb fiú később maga is földműves, gazdálkodó lett, a lányok pedig mind családot alapítottak és háztartásbeliként élték életüket.
Ferenc még nem volt hat éves, amikor szülőföldje a trianoni döntés után Csehszlovákiához került; az ottani gyerekek számára akkoriban kötelező nyolc elemi iskolai osztályt 1921 és 1929 között járta ki, falujának magyar tannyelvű iskolájában. Bár tanulmányi eredményei jók voltak, sőt ösztöndíjas továbbtanulásra is volt esélye, inkább az otthon maradás mellett döntött, hogy munkája révén szülei terheit enyhíthesse; 22 éves koráig – katonai szolgálatának megkezdéséig – ő maga is törpebérlőként igyekezett segíteni a család megélhetését.
Az 1937 utáni időszakban, amikor hosszabb időt töltött a hadsereg kötelékében, többször szembesült a társadalmi igazságtalanságokkal, de – katolikus szellemű neveltetése révén – mindig idegen maradt tőle a harcias jellegű munkásmozgalmi ideológia; inkább az egyház szociális tanításai fogták meg. Még 1934-ben csatlakozott a Szlovenszkói Katolikus Ifjúsági Egyesülethez – mely magyar tagozattal is rendelkezett –, ahol hamar a galántai járási szervezet vezetőjévé választották. Politikai-szervezői adottságai később fokozatosan bontakoztak ki, elsősorban a Felvidék visszacsatolása után, a Katolikus Agrárifjúsági Legényegyletek Országos Testülete (KALOT) berkein belül.
A második világháború leverését követően engedett több anyaországi barátja invitálásának, akik úgy vélték, hogy a megújuló magyar közéletben helye lehet egy katolikus pártnak is, ezért, hogy annak megszervezésében segítséget nyújtson, Budapestre költözött. Mivel az akkor, így életre hívott Demokrata Néppárt mégsem indulhatott el az 1945-ös országgyűlési választáson, a KALOT-on belül különféle dunántúli szervezési feladatokkal bízták meg. 1946-ban, még mielőtt a hatalom a KALOT-ot feloszlatta volna, megválasztották – Barankovics István javaslatára – a Katolikus Parasztifjúsági Szövetség (KAPSZ) elnökévé, ám utóbbi alapszabályát sosem fogadták el, így maga a szervezet sem lett hivatalosan bejegyezve.
1947. augusztus 31-én elindult az az évi országgyűlési választáson, a Demokrata Néppárt színeiben és mandátumot is nyert, a párt Somogy vármegyei listájáról. Valamivel kevesebb, mint egy év után, 1948. augusztus 4-én somogyi mandátumáról lemondott, viszont egyidejűleg behívták a nagy-budapesti választókerület képviseletére. Pártjának parlamenti frakciójában (akkori szóhasználat szerint képviselőcsoportjában) 1948. november 2. és 1949. február 22. között a fővitavezetői tisztséget töltötte be. Fontos parlamenti felszólalása volt 1948. február 22-én, amikor a költségvetési vitához kapcsolódva a sajtószabadság, a magyarországi németek helyzete, továbbá a határokon kívül rekedt magyar kisebbségek jogegyenlőségének biztosítása érdekében emelt szót.
Az egyre romló hazai közéleti viszonyok elől 1949. február 22-én, több más képviselőtársával együtt külföldre menekült. Eleinte Svájcban élt, majd 1951 után az Egyesült Államokban telepedett le; 1956-ban megkapta az ottani állampolgárságot is. Kezdetben farmon dolgozott, majd a Ford egyik gyárában kapott munkát, onnan ment nyugdíjba 1979-ben, munkavezetői beosztásból.
Az aktív emigráns politizálástól – néhány, politikailag súlytalan szervezetben viselt tagságtól eltekintve – idősebb korában jellemzően távol tartotta magát. A kevés kivétel közé tartozott a Magyar Nemzeti Bizottmány, melynek 1949–1956 közt volt tagja, illetve a Kelet-európai Keresztény Unió, amelynek 1952-ben az egyik alapítója volt. Az 1970-es évektől hazajárt látogatóba, 1990-ben pedig a Kereszténydemokrata Néppárt (KDNP) örökös nagyválasztmányi címmel ismerte el korábbi politikai tevékenységét, annak eredményeit. 2001 decemberében a még élő, egykori párttársai és barátai azt is megszervezték, hogy visszaköltözhessen Magyarországra; onnantól hazájáig egy Budapest környéki szeretetotthonban élt.

## Művei
- Utam a KALOT-hoz – Félbemaradt reform. Róma, 1990.